# أندري جدانوف
أندري جدانوف (بالروسية: Андрей Александрович Жданов)‏ هو لاعب كرة قدم روسي في مركز الهجوم، ولد في 21 أبريل 1980 في Sinegorye ‏ في روسيا. لعب مع سبارتاك موسكو ونادي روستوف أون دون ونادي روستوف ونادي سبارتاك موسكو 2 لكرة القدم.